# Urones de Castroponce
Urones de Castroponce ist ein nordspanisches Dorf und Hauptort einer Gemeinde (municipio) mit 100 Einwohnern (Stand: 2024) in der Provinz Valladolid in der Autonomen Gemeinschaft Kastilien-León. 

## Lage und Klima
Urones de Castroponce liegt in der Region Tierra de Campos auf der kastilischen Hochebene in einer Höhe von ca. 750 m. Die Provinzhauptstadt Valladolid befindet sich mit ihrem Stadtzentrum etwa 70 Kilometer (Fahrtstrecke) südöstlich. 
Das Klima im Winter ist durchaus kalt, im Sommer dagegen warm bis heiß; die eher spärlichen Regenfälle (ca. 471 mm/Jahr) fallen überwiegend im Winterhalbjahr.

## Bevölkerungsentwicklung
| Jahr      | 1970 | 1981 | 1991 | 2001 | 2011 | 2021 |
| Einwohner | 265  | 213  | 207  | 155  | 119  | 108  |

## Sehenswürdigkeiten
- Salvatorkirche (Iglesia de San Salvador)

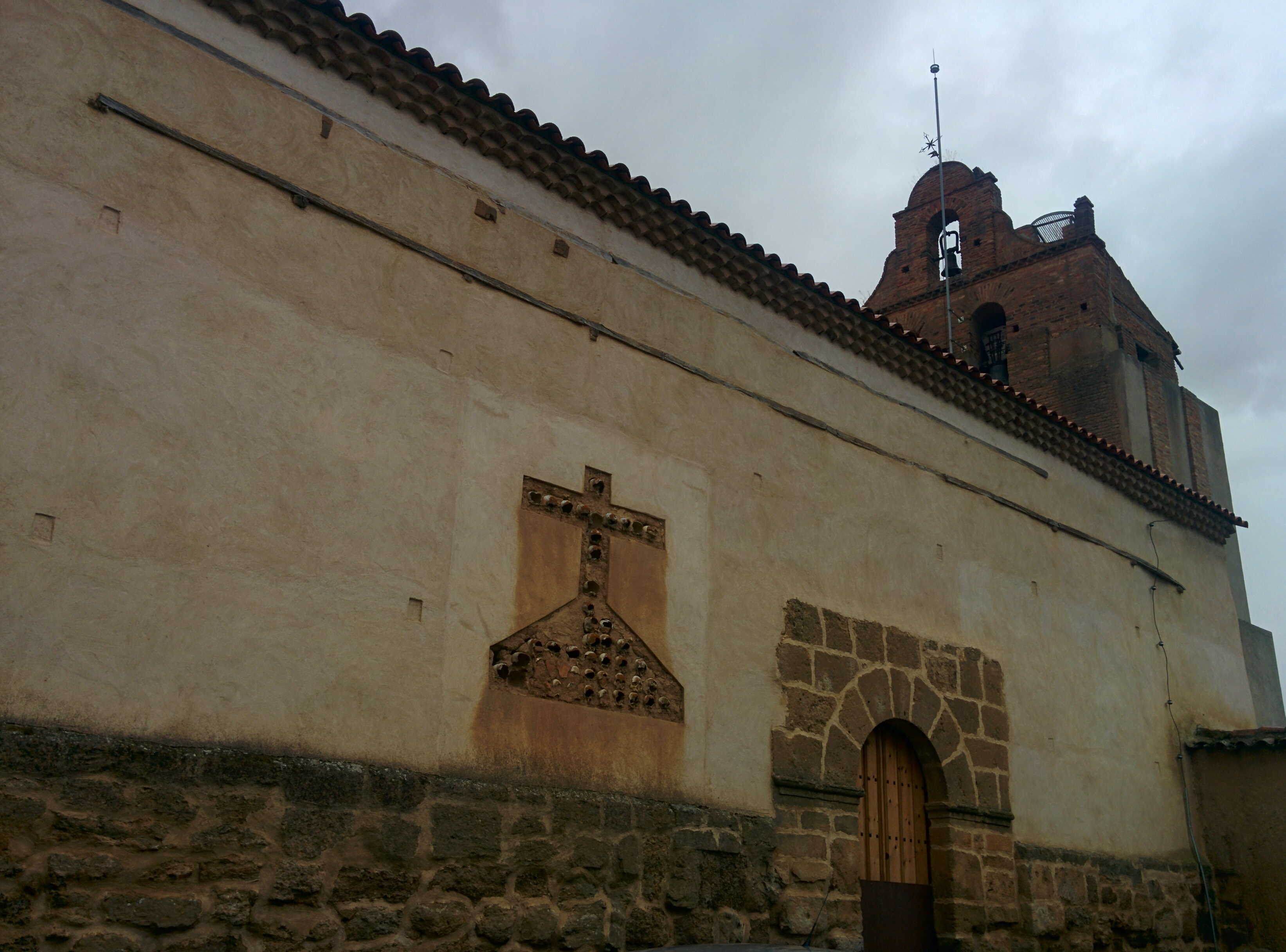
Salvatorkirche
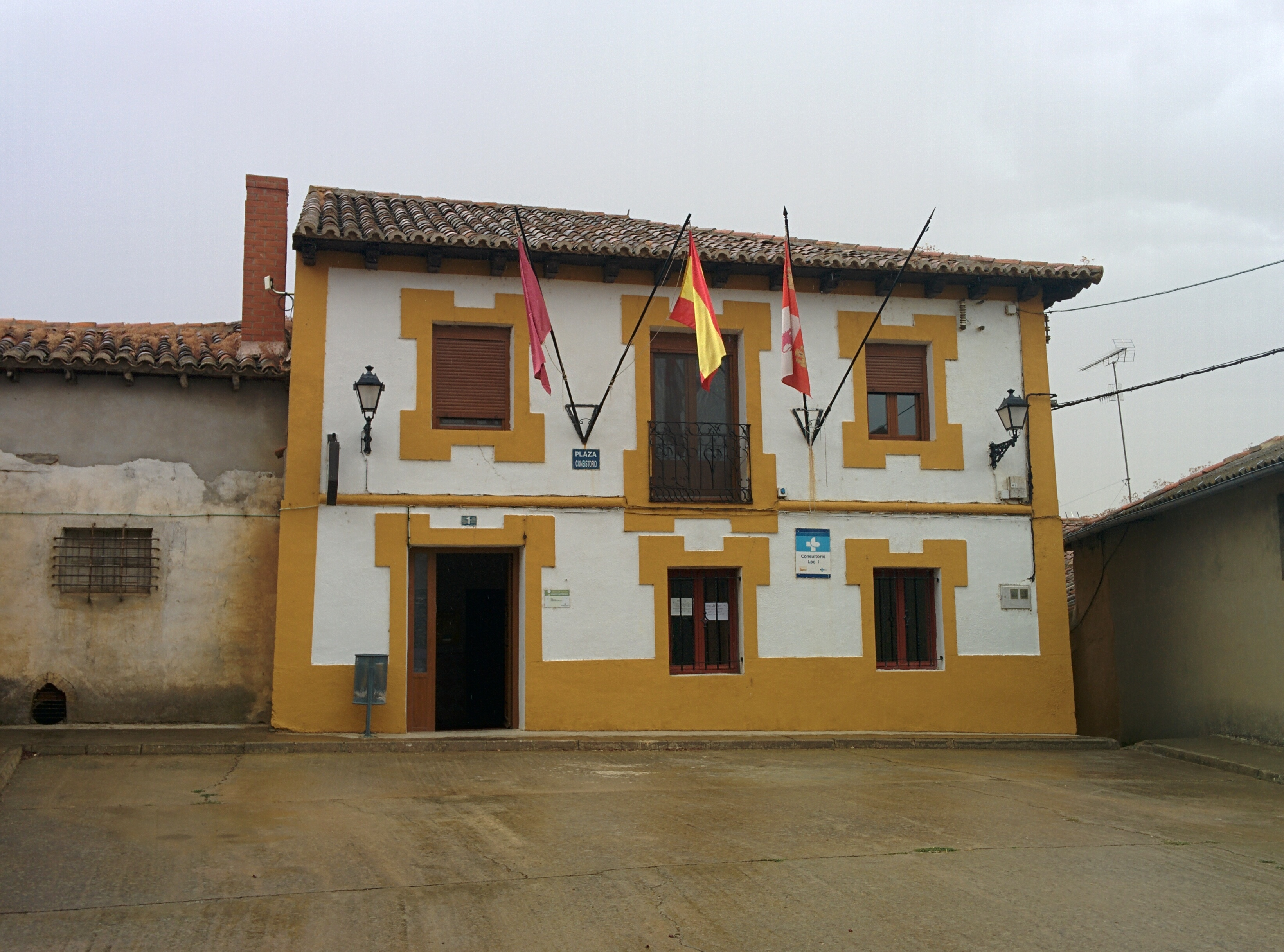
Rathaus